# SPARC64 V
SPARC64 V — этим именем называются два разных микропроцессора, SPARC64 V «Zeus», разработанный в Fujitsu, и более ранний процессор, разработанный HAL Computer Systems, но не поступивший в производство.

## История
Первые микропроцессоры SPARC64 V были произведены в декабре 2001. Они работали на частотах от 1.1 до 1.35 ГГц. Fujitsu планировала увеличить частоту до 1.62 ГГц в конце 2003 — начале 2004, однако их выпуск был отменён в пользу SPARC64 V+. Процессоры SPARC64 V использовались компанией Fujitsu в серверах PRIMEPOWER.
SPARC64 V был представлен на Микропроцессорном Форуме в 2002. В то время он имел наибольшую тактовую частоту как среди реализаций SPARC, так и среди всех 64-битных серверных микропроцессоров.

## SPARC64 V+
SPARC64 V+ (кодовое имя «Olympus-B») — дальнейшая разработка SPARC64 V. Улучшения по сравнению с SPARC64 V включали увеличение тактовой частоты до 1.82 — 2.16 ГГц и увеличение вторичного кэша до 3 — 4 МБ.
Первый SPARC64 V+, имевший частоту 1.89 ГГц, начал использоваться в сентябре 2004 в серверах PRIMEPOWER 650 и 850. В декабре 2004 версия с частотой стала поставляться с PRIMEPOWER 2500. В феврале 2006 были представлены четыре версии: 1.65 и 1.98 ГГц с 3 МБ вторичного кэша для серверов PRIMEPOWER 250 и 450; 2.08 и 2.16 ГГц с 4 МБ кэша для высокопроизводительных серверов.
SPARC64 V+ содержит примерно 400 миллионов транзисторов на площади 294.25 мм². Он был выпущен по 90-нм КМОП технологии.